# Mary Vaughan
Mary Vaughan, född 7 mars 1953, är en irländsk bågskytt. Hon deltog vid olympiska sommarspelen 1984.